# Luzilândia
Luzilândia là một đô thị thuộc bang Piauí, Brasil. Đô thị này có diện tích 704,433 km², dân số năm 2007 là 24257 người, mật độ 34,43 người/km².